# Surčin
Surčin (serbisch-kyrillisch Сурчин, deutsch Surtschin) ist eine Stadt und Gemeinde in Serbien.
Die Stadt gehört zur Metropolregion der Hauptstadt Belgrad und war bis 2003 ein Teil von Zemun. Laut dem Zensus von 2011 hat die Stadt 17.356 und die Gemeinde 42.012 Einwohner.

## Geschichte
Das Gebiet der Gemeinde war in der Jungsteinzeit, Bronzezeit, Steinzeit und Römerzeit besiedelt.
Der heutige Ort entstand 1745 als Teil der Militärgrenze. Die ersten Siedler, die sich ab Ende des 18. Jahrhunderts hier ansiedelten, stammten aus den benachbarten Siedlungen Neu Pasua in Syrmien und dem Banater Franzfeld, die wiederum von Familien aus Württemberg, Baden, dem Breisgau, Baden-Durlach, dem Elsass und Lothingen gegründet worden waren. Nachdem sich ab 1859 auch Protestanten hier niederlassen durften, und nachdem 1872 die Banater Militärgrenze aufgelöst wurde, siedelten sich in großer Zahl evangelisch-lutherische und reformierte Familien an, die später Teil der donauschwäbischen Bevölkerung Jugoslawiens wurden.
In Syrmien gab es zunächst die Kirchengemeinden in Alt Pasua (Slawonisch), Neu Pasua (Deutsch) and Neudorf. Im Jahr 1863 wurde zwischen Neudorf und Alt Pasua eine neue Pfarrgemeinde gegründet. In Boljeuci wurden 1858, in Beschanija 1865 und in Surtschin 1869 eigene Pfarrgemeinden gegründet.
Im Jahr 1895 hatte der Ort eine Bevölkerung von 35.691. Nach Ende des Zweiten Weltkriegs wurde die ansässige deutsche Bevölkerungsminderheit vertrieben.
Im Zeitraum von 1991 bis 2002 wuchs die Bevölkerung der Gemeinde von 35.591 auf 38.695 an. Der größte Teil waren Flüchtlinge in der Folge der Jugoslawischen Kriege.
Surčin war eine eigene Gemeinde bis 1965, bevor es in die Gemeinde von Zemun eingegliedert wurde. Nachdem es öfter Stimmen für eine Loslösung von Zemun gab, stimmte die Belgrader Stadtverordnetenversammlung zu und Surčin wurde 2003 wieder eine eigenständige Gemeinde.
Die Eröffnung des Nationalstadion Serbien im Ort ist für 2026 anberaumt.

## Wirtschaft
Die Mehrheit der Bevölkerung ist in der Landwirtschaft tätig. Die wichtigste Einrichtung ist der Flughafen Belgrad, eröffnet am 28. April 1962.